# Carl Holsøe
 (avril 2015).
Si vous disposez d'ouvrages ou d'articles de référence ou si vous connaissez des sites web de qualité traitant du thème abordé ici, merci de compléter l'article en donnant les références utiles à sa vérifiabilité et en les liant à la section « Notes et références ».
Carl Vilhem Holsøe, né le 12 mars 1863 à Aarhus et mort à Asserbo le 7 novembre 1935, était un peintre danois, principalement connu pour ses intérieurs.

## Biographie

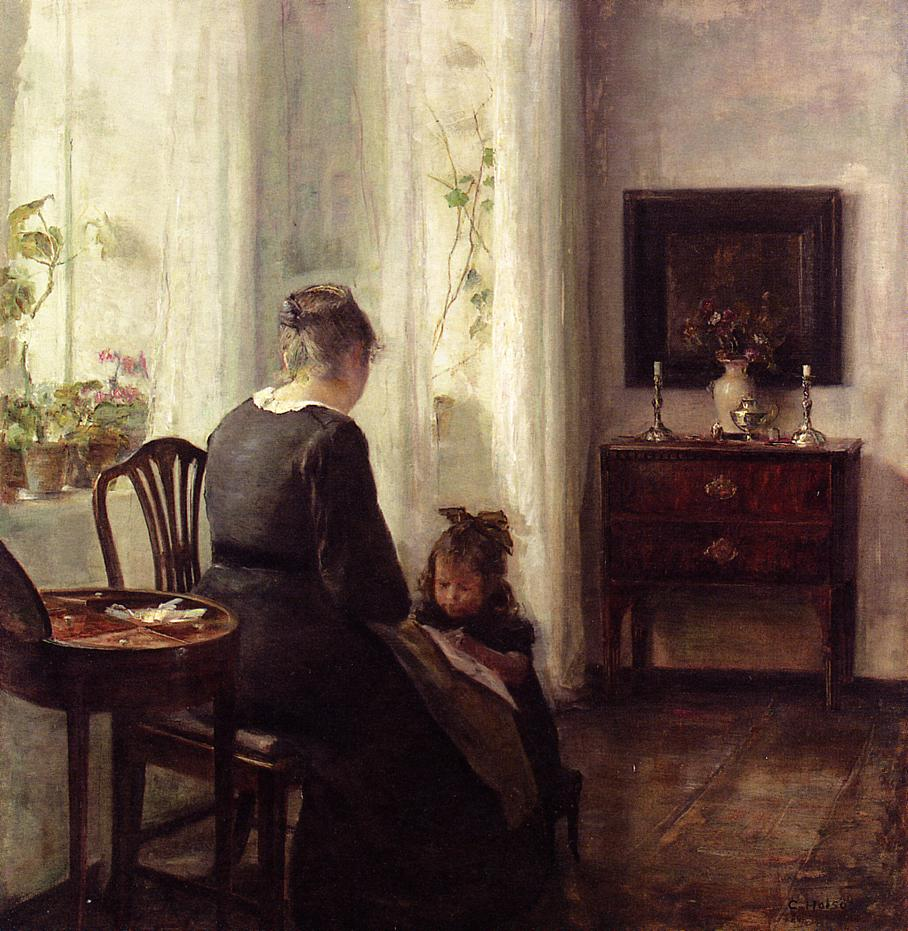

Fils d'un célèbre architecte (Niels Peter Christian Holsøe, 1826-1895), il étudie dès 1882 à l’Académie des Beaux-Arts de Copenhague et suit à partir de 1884 le cours des Ateliers libres de Peder Severin Krøyer (1851-1909) célèbre peintre du groupe de Skagen. Carl Holsøe fréquente Peter Ilsted (1861-1933) et Vilhelm Hammershøi (1864-1916) avec qui il formera l’élite de la peinture danoise de cette fin de XIXe siècle. Exposant en marge du Salon officiel de Charlottenborg, les trois peintres, membres du groupe Den Frie Udstillung, deviendront les maîtres de la peinture d’intérieur. Leurs toiles seront le brillant prolongement du travail des maîtres hollandais du XVIIe siècle qu’ils admirent et notamment de Johannes Vermeer (1632-1675) alors redécouvert. Carl Holsøe adopte ce genre pictural dès 1886 et rencontre un succès rapide tant au Danemark qu’en Suède. Il exposera continuellement pendant trente ans à Charlottenborg recevant pas moins de trente-trois distinctions dont la fameuse médaille Eckersberg de l’Académie Royale des Beaux-Arts du Danemark. Carl Holsøe reçoit également une Mention honorable au Salon de Paris en 1889 à l'occasion de l'Exposition Universelle et une médaille d’or à l’Exposition Internationale de Munich en 1891.

## Œuvres
Les scènes peintes par Carl Holsøe, souvent rapprochées de celles d'Hammershøi, baignent dans une lumière douce reflétée dans les vernis, l’argent ou le verre d’intérieurs bourgeois. Vêtue d’une robe sombre ou pâle, une femme au visage indistinct coud ou lit le dos légèrement voûté. Des enfants, également, des portes-fenêtres ouvertes, des commodes en acajou, des bouquets discrets, des chaises en bois forment quelques-uns des éléments affectionnés d'un répertoire aussi fixe que répété, redistribué, exploité différemment d'une toile à l'autre.

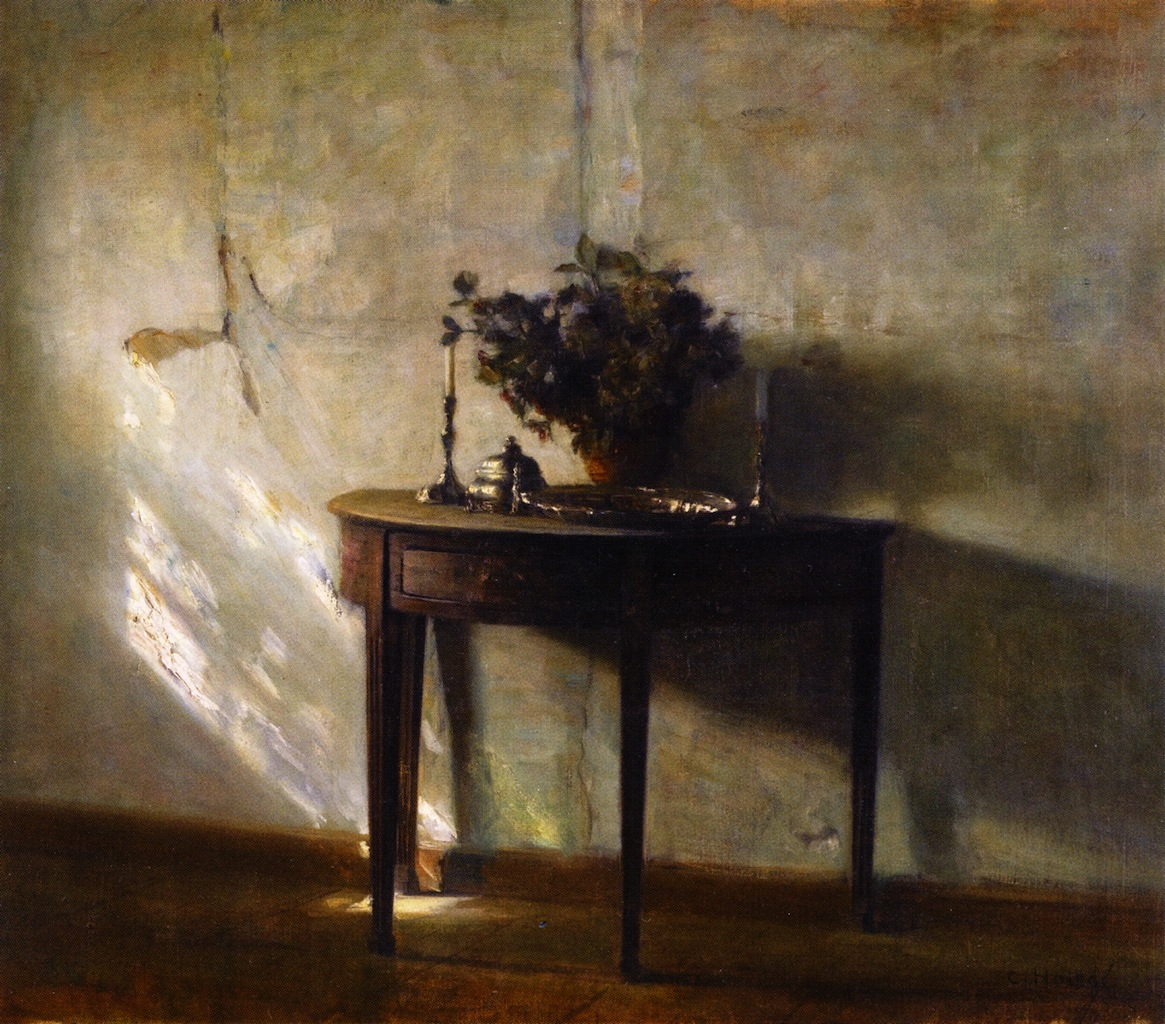

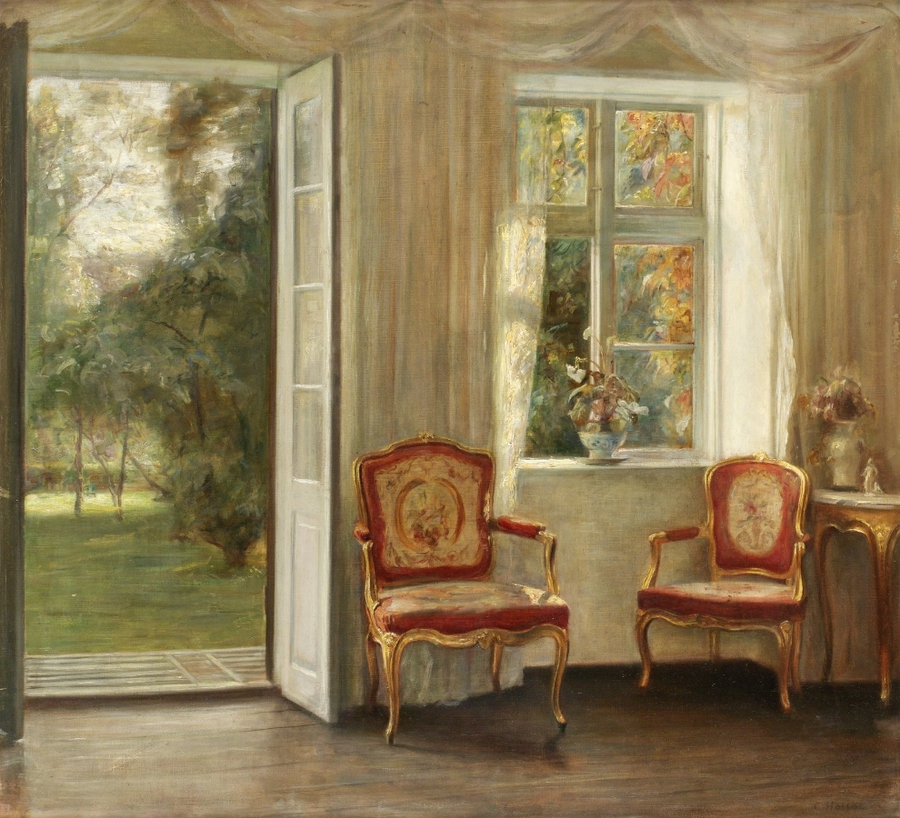

Ses tableaux, moins symboliques et moins solennels que ceux d'Hammershøi, sont également moins épurés ; quoique savamment concertés pour leurs jeux de lumière, ses espaces offrent moins l'occasion de ces plaisirs presque abstraits pris à l’enchâssement rigoureux des lignes, des étendues semi-claires : on y sent plutôt, comme souvent chez Chardin, une vie des meubles, des sols, des tapisseries, des rideaux, des assiettes, une vie c'est-à-dire un usage, une vieillesse, un attendrissement pour eux, et Carl Holsøe paraît avoir compris ou accepté que cette note prosaïque, cette complexité de détails, si elle l'éloignait de la musicalité d'un intérieur entièrement repensé, en tout cas décharné, donnait pourtant à ses tableaux les preuves d'une grande sincérité. Du reste, ce réalisme, qui est comme souvent la première marque d'une considération pour les choses simples, et sans doute d'une patience à les étudier (on sait par exemple combien Carl Holsøe s'intéressa aux réverbérations de la lumière dans les intérieurs), ce réalisme est rendu émouvant par une touche rapide, courante, parfois plus épaisse ou imprécise, qui produit, non plus une certaine distance avec les choses, une sorte de solitude silencieuse comme chez Hammershøi ou plus tard Hopper, mais une mélancolie plus incertaine ou plus délicate ; les objets, et jusqu'aux contours des visages, sont pris çà et là d'un léger estompement. D'où la particularité de ses intérieurs, et leur émouvante différence, peut-être, le peintre semblant aussi bien dessiner sur le motif que recomposer de mémoire.